# Rita Gildemeister
Rita Gildemeister (Güstrow, 6 marzo 1947) è un'ex altista tedesca.

## Biografia
Nel 1964 ottenne la medaglia d'oro nel salto in alto ai campionati europei juniores di atletica leggera. Nel 1965 vinse il titolo ai Campionati della Germania Est.
Ai Giochi europei indoor 1967 fu quarta nella gara del salto in alto femminile. Nell'edizione del 1972 fu vicecampionessa europea, alle spalle della connazionale Rita Schmidt. Si riconfermò seconda anche agli Europei indoor del 1973.
Nel 1972 prese parte alle Olimpiadi di Monaco, gareggiando insieme a Rita Schmidt e Rosemarie Witschas nella competizione del salto in alto. Ottenne la dodicesima piazza con la misura di 1,82.

## Palmarès
| Anno | Manifestazione  | Sede              | Evento        | Risultato | Prestazione |
| ---- | --------------- | ----------------- | ------------- | --------- | ----------- |
| 1967 | Europei indoor  | Praga             | Salto in alto | 4ª        | 1,70        |
| 1972 | Europei indoor  | Grenoble          | Salto in alto | Argento   | 1,84        |
| 1972 | Giochi olimpici | Monaco di Baviera | Salto in alto | 12ª       | 1,82        |
| 1973 | Europei indoor  | Rotterdam         | Salto in alto | Argento   | 1,86        |